# Electra (sao)
Electra /ɪˈlɛktrə/, cũng được 17 Tauri, là một khổng lồ màu xanh-trắng sao trong chòm sao của Kim Ngưu. Nó là ngôi sao sáng thứ ba trong cụm sao mở Pleiades (M45); những ngôi sao dễ thấy nhất trong nhóm này được đặt tên theo Bảy chị em trong thần thoại Hy Lạp.

## Tính chất

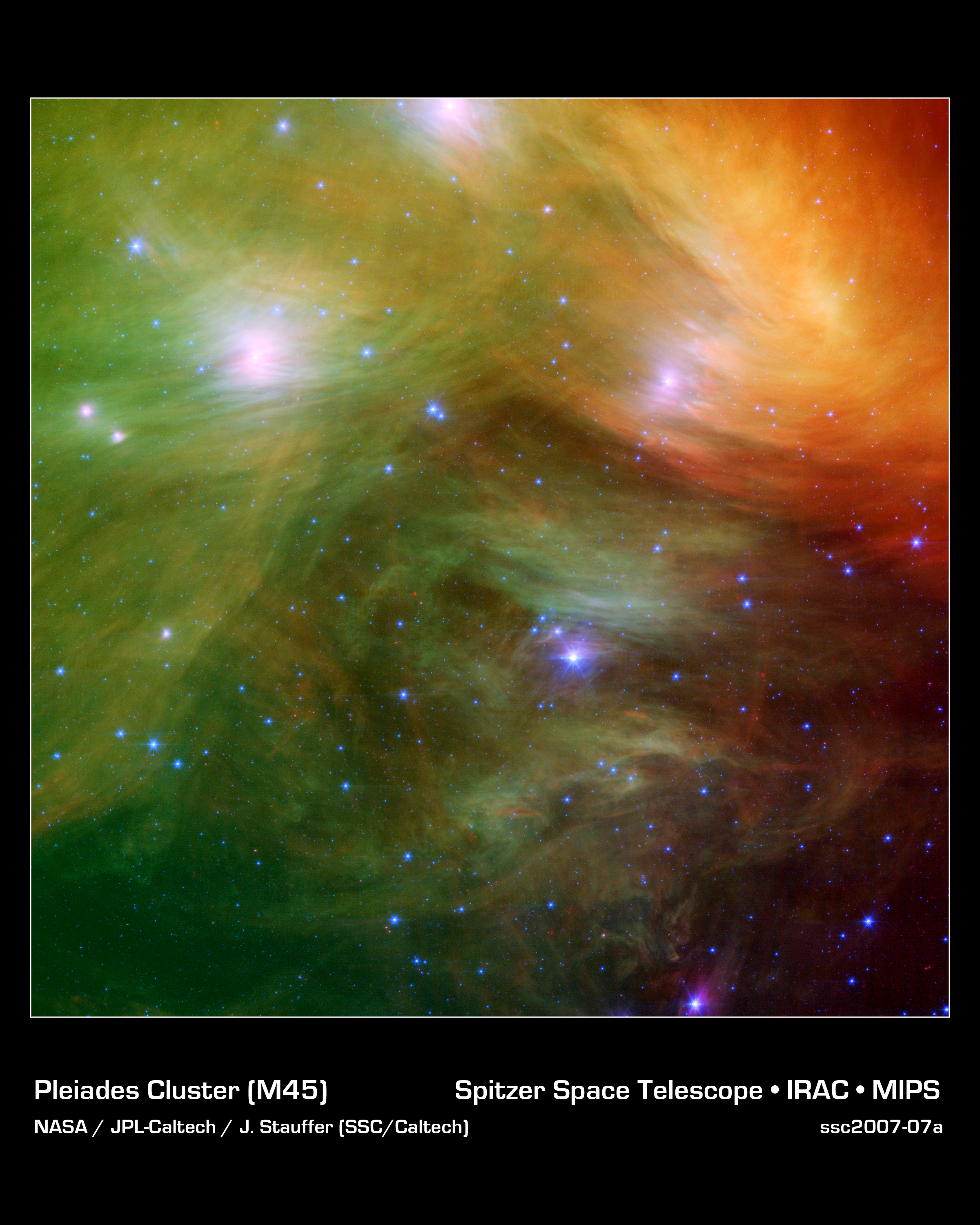
Cụm Pleiades trong vùng hồng ngoại với Electra ở đầu khung

Ngôi sao có cấp sao biểu kiến là 3,72, sao sáng thứ ba trong số các ngôi sao trong nhóm. Electra thuộc lớp quang phổ B6 IIIe và cách Mặt trời khoảng 400 năm ánh sáng. Cụm sao Pleiades được cho là cách xa 444 năm ánh sáng.
Vận tốc quay dự kiến của ngôi sao này là 181   km / s, làm cho nó quay nhanh. Đây là thành phần vận tốc của vòng quay xích đạo của ngôi sao dọc theo đường ngắm tới Trái đất. Độ nghiêng ước tính của cực của ngôi sao là 46.8° ± 1.6, mang lại cho nó tốc độ quay xích đạo thực sự là 320 ± 18 km/s. Tốc độ quay nhanh của ngôi sao này làm phẳng các cực và kéo dài đường xích đạo. Điều này làm cho trọng lực bề mặt của ngôi sao không đồng đều và gây ra sự thay đổi nhiệt độ. Hiệu ứng này được gọi là làm tối trọng lực, bởi vì nó dẫn đến sự biến đổi của bức xạ theo vĩ độ. Vòng quay nhanh giúp kéo dài tuổi thọ của ngôi sao bằng cách tăng mật độ lõi và giảm sản lượng bức xạ.
Đây được phân loại là sao Be, là sao loại B với các vạch phát xạ hydro nổi bật trong phổ của nó. Các ngôi sao Be có tốc độ quay gấp 1,5 lần2 lần so với các sao loại B thông thường. Tốc độ quay cao này có thể cho phép mất khối lượng trong những lần nổi bật nhỏ. Những thay đổi trong các phép đo vận tốc hướng tâm cho thấy ngôi sao này có thể có bạn đồng hành, điều này sẽ khiến Electra trở thành một nhị phân quang phổ.
Quan sát hồng ngoại của ngôi sao này cho thấy mức độ phóng xạ vượt quá khoảng 0,5 độ lớn. Sự phát xạ này có lẽ là từ một đĩa khí được tạo ra bởi sự mất khối lượng do bức xạ và sự quay nhanh của ngôi sao. Các đĩa này được tạo ra bởi sự phóng ra của vật chất khoảng mười năm một lần, sau đó lắng xuống mặt phẳng xích đạo về ngôi sao. Tuy nhiên, độ mờ đục bao quanh ngôi sao này khiến cho việc quan sát không chắc chắn.

## Danh pháp
17 Tauri là tên gọi rực lửa của ngôi sao.
Nó mang tên truyền thống Electra. Electra là một trong những chị em nhà Pleiades trong thần thoại Hy Lạp. Vào năm 2016, Liên minh Thiên văn Quốc tế đã tổ chức một Nhóm làm việc về Tên Sao (WGSN) để lập danh mục và chuẩn hóa tên riêng cho các ngôi sao. WGSN đã phê duyệt tên Electra cho ngôi sao này vào ngày 21 tháng 8 năm 2016 và hiện tại nó đã được đưa vào Danh mục Tên của IAU.

### Tên quân đội
USS Electra (1843) và USS Electra (AK-21/AKA-4), cả hai đều thuộc Hải quân Hoa Kỳ.